# 에릭스 펠치스
에릭스 펠치스(영어: Ēriks Pelcis, 1978년 5월 28일~)는 라트비아의 축구 선수이다. 포지션은 공격수로 K리그에서 등록명은 에릭을 사용하였다.

## 클럽 경력
안양 LG 치타스 (현 FC 서울)에 1999년 입단하여 1999 시즌-2000 시즌 두 시즌 동안 시즌 통산 23경기 4득점-0도움 (정규리그 15경기 2득점-0도움 / 리그컵 8경기 2득점-0도움)의 기록을 남겼다. 라트비아 출신으로 K리그에 진출한 첫 번째 축구 선수이며 라트비아 축구 국가대표팀 출신이다.

## 국가대표팀 경력
2000년 2월 리투아니아와의 키프로스 국제 토너먼트 경기를 통해 A매치 첫 경기를 가졌으며 이 경기에서 국가대표팀 첫 골을 기록했다. 그는 라트비아 대표팀 선수로서 A매치 5경기 출전했다.

## 통계

### 국가대표팀
| # | 날짜            | 장소     | 홈 팀      | 최종 결과 | 원정팀   | 대회                    | 득점 | 비고 |
| - | --------------- | -------- | ---------- | --------- | -------- | ----------------------- | ---- | ---- |
| 1 | 2000년 2월 6일  | 라르나카 | 리투아니아 | 2 - 1     | 라트비아 | 키프로스 국제 토너먼트  | 1    | 62′  |
| 2 | 2000년 4월 26일 | 카우나스 | 리투아니아 | 2 - 1     | 라트비아 | 친선 경기               | 1    | 63′  |
| 3 | 2000년 6월 3일  | 리가     | 라트비아   | 1 - 0     | 핀란드   | 친선 경기               | 1    | 46′  |
| 4 | 2000년 10월 7일 | 리가     | 라트비아   | 0 - 4     | 벨기에   | 2002년 FIFA 월드컵 예선 | -    | 68′  |
| 5 | 2002년 8월 21일 | 리가     | 라트비아   | 2 - 4     | 벨라루스 | 친선 경기               | -    | 69′  |